# Mieszki Wielkie
Mieszki Wielkie (prononciation : [ˈmjɛʂki ˈvjɛlkʲɛ]) est un village polonais de la gmina de Ciechanów dans le powiat de Ciechanów de la voïvodie de Mazovie dans le centre-est de la Pologne.
Il se situe à environ 6 kilomètres au sud de Ciechanów (siège de la gmina et du powiat) et à 72 kilomètres au nord de Varsovie (capitale de la Pologne).

## Histoire
De 1975 à 1998, le village appartenait administrativement à la voïvodie de Ciechanów.